# Giuseppe Pino (inventore)

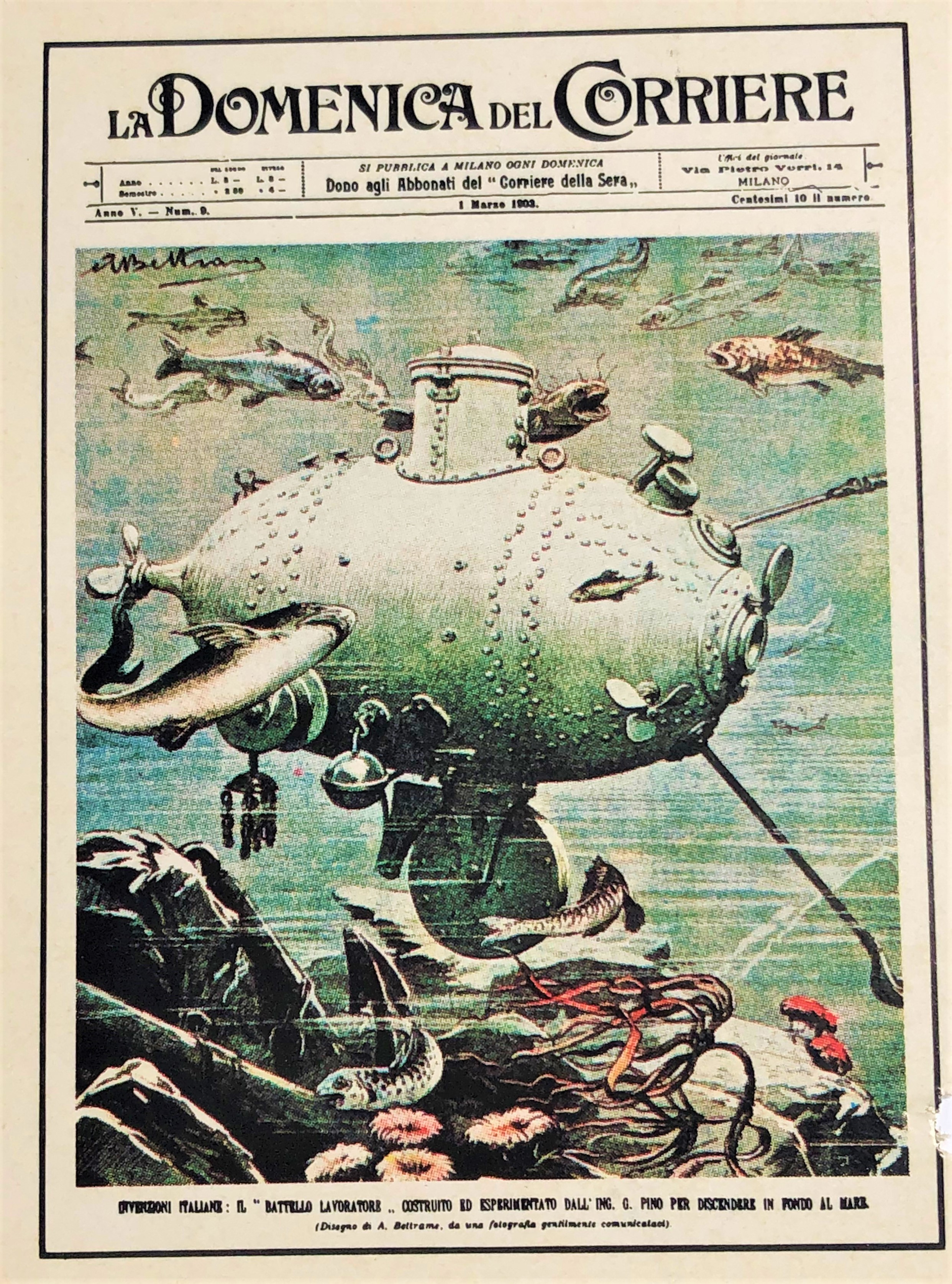
Battello Lavoratore di Giuseppe Pino

Giuseppe Pino (Chiampo, 2 ottobre 1868 – Milano, 11 aprile 1952) è stato un inventore italiano.

## Biografia
Nato a Chiampo in provincia di Vicenza da Orazio Pino e Teresa Pieropan, una famiglia modesta, si trasferisce sul finire dell'Ottocento a Milano. Fa prima il fornaio, finisce poi in carcere in seguito ai tumulti capitati a Milano per la diminuzione dell'orario di lavoro da 16 a 14 ore (e in carcere incontro un ingegnere navale, anche lui detenuto, che lo appassiona alle cose marine), apre quindi un piccolo laboratorio dove comincia ad inventare attrezzature destinate ad essere utilizzate in gran parte in mare e sott'acqua. Come l'idroscopio che poteva scendere fino a 40 metri di profondità, un giunto metallico per scafandri da palombaro, una struttura capace di sollevare fino a 20 tonnellate.
È dal 1900 che Giuseppe Pino esegue immersioni esplorative e opere di recupero dal fondo marino. Fino a quando una rivista londinese, la Contemporary Revieux, celebra "certi congegni inventati dall'ingegner italiano Giuseppe Pino". La notizia non sfugge al Corriere della Sera che nel novembre 1901 commenta nelle prime righe dell'articolo: "Marconi e il Pino pongono l'Italia quasi all'avanguardia della scienza".
Con R.D. il 5 giugno 1902 venne nominato Cavaliere al merito del Lavoro quale contratto apparecchi sottomarini e recupero di navi affondate. Faceva parte dei primi trenta Cavalieri creati in Italia. 
Nel febbraio 1903 al largo di Santa Margherita Ligure e con l'assistenza di una torpediniera della marina da guerra italiana, Giuseppe Pino esperimenta il suo "Battello Lavoratore", scendendo più volte alla profondità di 130 metri. Il curioso sottomarino ideato e realizzato da Pino, è costruito in squame d'acciaio, per resistere alla pressione, anteriormente ha quattro oblò d'osservazione su quattro direzioni. può girare in ogni senso grazie a due eliche mosse da motori alimentati mediante cavo elettrico dalla nave appoggio o mediante accumulatori autonomi. Una grossa ruota anteriore consente allo scafo di procedere appoggiandosi sul fondo marino. Tenendosi collegati per telefono con la nave in superficie, due uomini possono operare per 12 ore in immersione, azionando due bracci di bronzo snodati e pensili. 
Solo grazie alla sua invenzione, negli anni successivi la tecnica dei recuperi marini si perfezionò al punto di realizzare batiscafi in grado di raggiungere profondità eccezionali, come il batiscafo Trieste che raggiunse la profondità di 11.521 metri.
Nei primi anni del Novecento si trasferì a Vigo, in Spagna, dove fondò, grazie a vari finanziatori interessati a recuperare nella baia un galeone sommerso che, si diceva, era zeppo d'oro, la Pino Company Ltd. L'iniziativa costò più del previsto, dovette indebitarsi e per pagare i creditori dovette vendere i brevetti. Nel 1914 rientrò in Italia, prestò servizio nella Marina militare, si occupò di sommergibili e siluranti lavorando a Napoli, La Spezia, Taranto e alla Maddalena, in Sardegna. In totale realizzò 42 brevetti utilizzati in seguito con il nome non suo.
Nel 1922 inventò le "isole mareodromiche", isole artificiali galleggianti in modo da annullare le distanze esistenti tra i continenti. Ma l'idea fu ben presto abbandonata a causa dell'avvento dell'aviazione. Nel 1928 tornò a Milano dove morì nel 1952 in miseria e dimenticato..